# Commercial Crew and Cargo Program

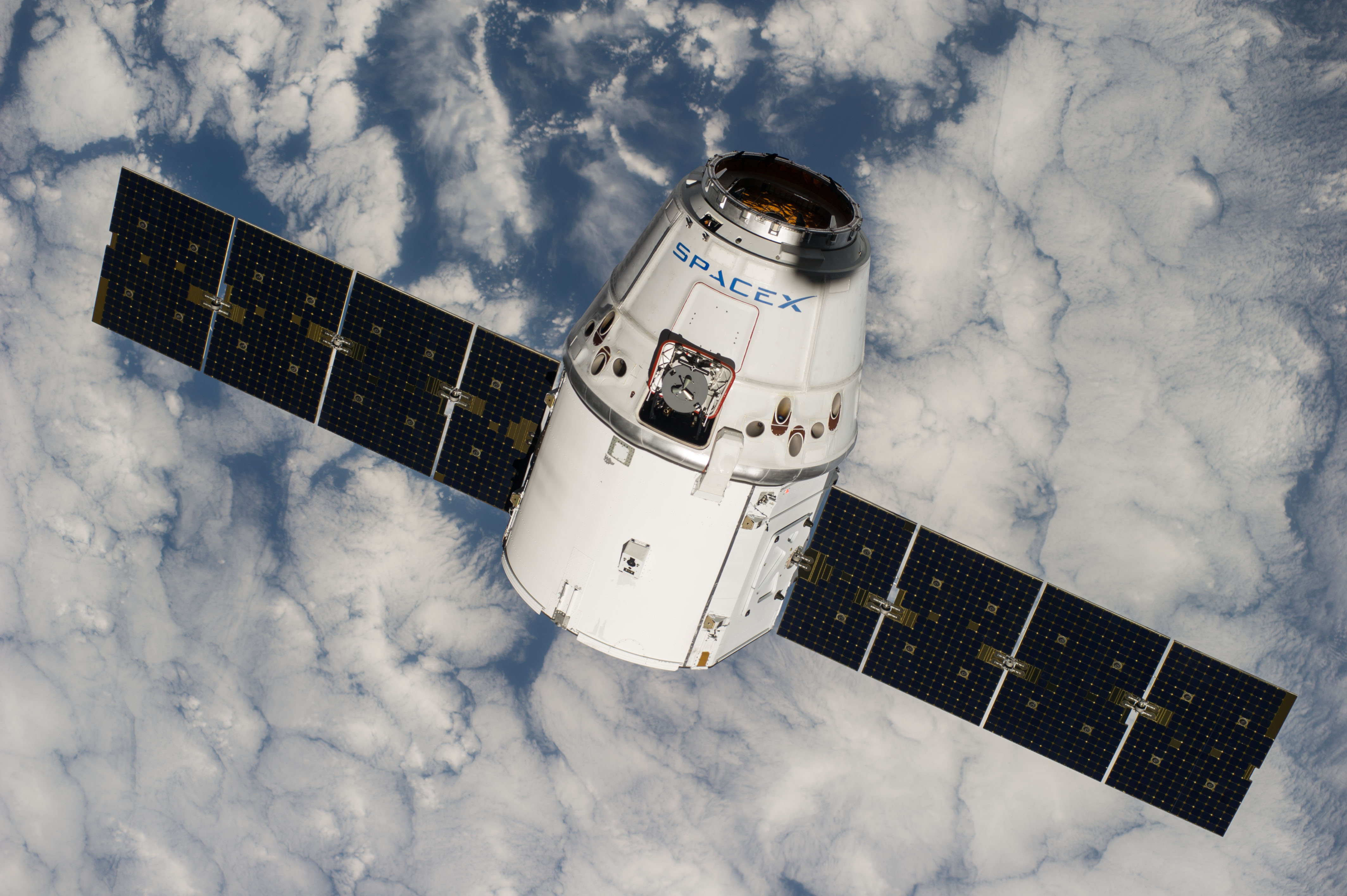
Statek Dragon (2014)

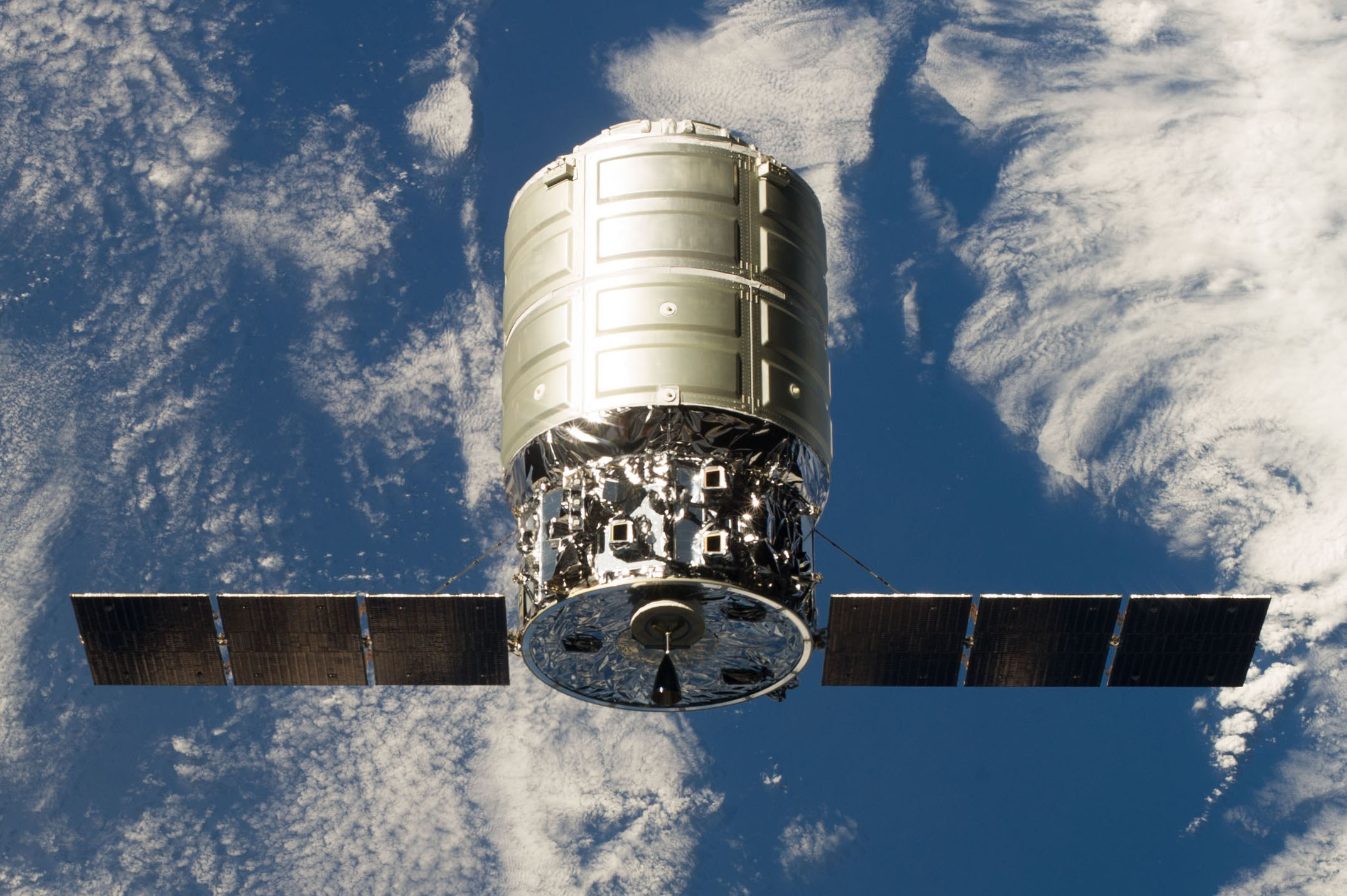
Statek Cygnus (2013)

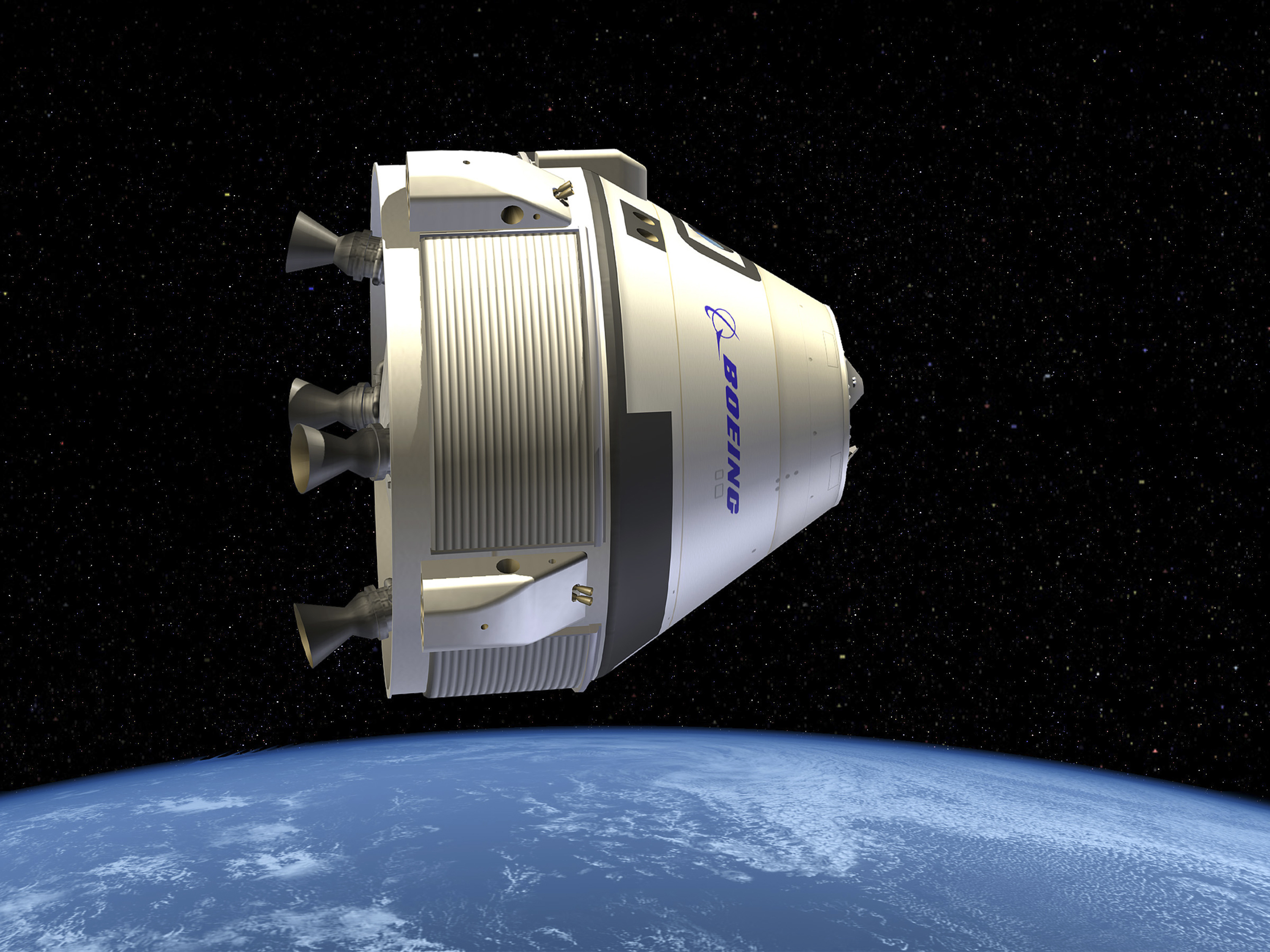
Statek CST-100 (grafika, 2011)

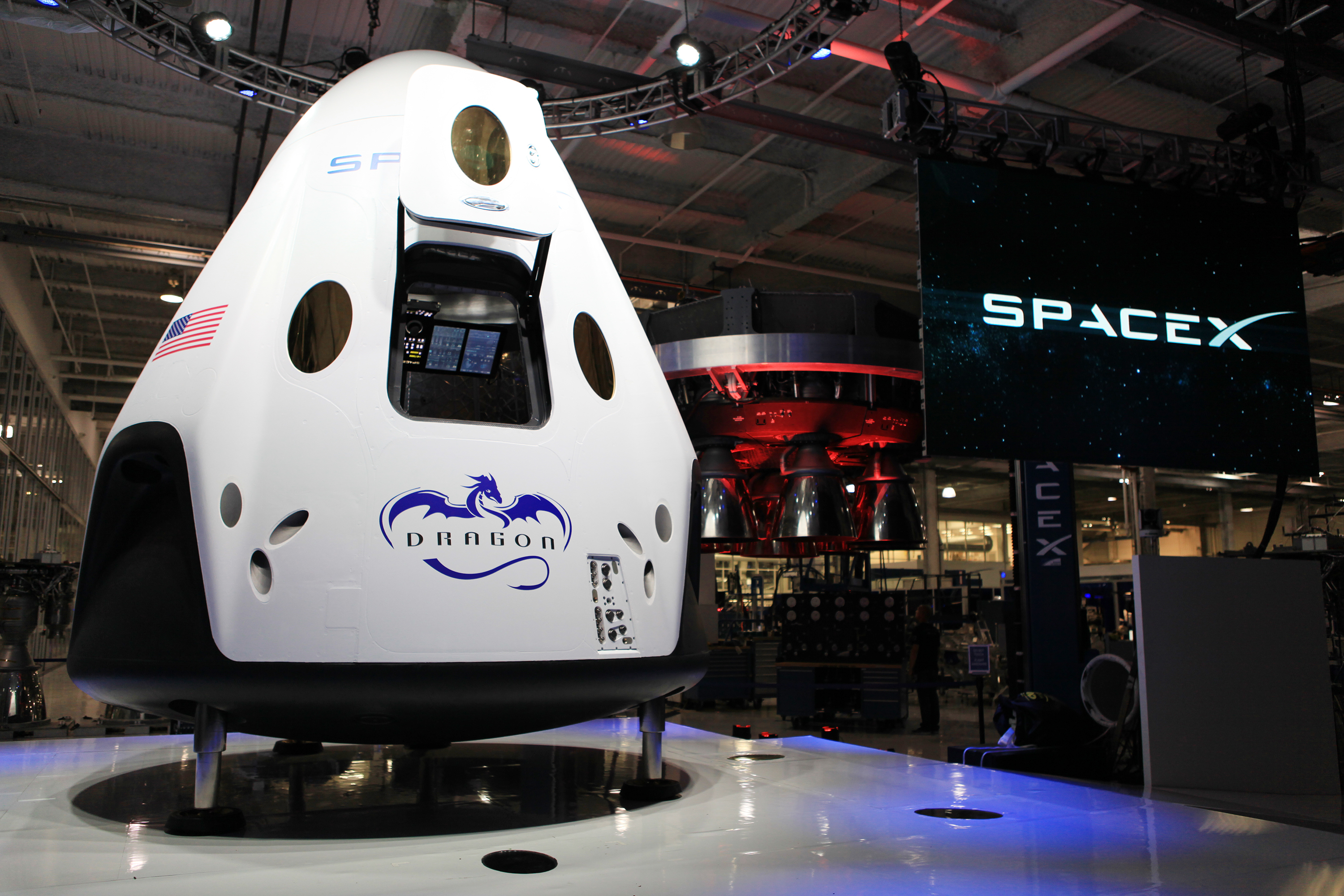
Statek Dragon 2 (makieta, 2014)

Commercial Crew and Cargo Program, skrót C3P – program NASA prowadzony od 2006 r., którego celem wspomaganie finansowe i techniczne prywatnych przedsiębiorców branży astronautycznej w pracach nad utworzeniem bezpiecznych, niezawodnych i tanich systemów transportu orbitalnego astronautów i cargo, z przeznaczeniem przede wszystkim do transportu na Międzynarodową Stację Kosmiczną (ISS). Bezpośrednim bodźcem do podjęcia tego programu była bliska perspektywa wycofania z eksploatacji systemu promów kosmicznych STS, co nastąpiło w 2011 r. W tym celu NASA powołała biuro C3P, które wdrożyło kilka programów rozwojowych i certyfikacyjnych, których beneficjenci są wyłaniani w drodze konkursów, a następnie koordynuje zawieranie kontraktów.
Program cargo znajduje się już w trakcie rozstrzygania konkursu na drugi pakiet kontraktów, natomiast program załogowy znajduje się na ostatnim etapie fazy rozwojowej.

## Programy C3P
Zostały uruchomione następujące programy, z których większość została już zakończona:
Commercial Crew Program (CCC)
- Commercial Crew Development (CCDev), 2010–2011,
- Commercial Crew Development Round 2 (CCDev2), 2011–2012,
- Commercial Crew integrated Capability (CCiCap), 2012–2014, rozsz. do 2016
- Certification Products Contracts (CPC), 2013–2014,
- Commercial Crew Transportation Capability (CCtCap), od 2014
- Loty kontraktowe rozpoczną się w 2017 lub 2018

Program cargo
- Commercial Orbital Transportation Services (COTS), 2006-2013
- Commercial Resupply Services (CRS), 2008-2016
- Commercial Resupply Services 2 (CRS2), 2015-

## Beneficjenci programu C3P
W programie cargo kontrakty w ramach CRS otrzymali beneficjenci programu COTS: SpaceX i Orbital Sciences (obecnie: Orbital ATK):
- SpaceX: Falcon 9 / Dragon
- Orbital ATK: Antares / Cygnus

Natomiast w programie załogowym CCP w finałowej rundzie CCtCap znajdują się firmy Boeing i SpaceX, które prawdopodobnie otrzymają kontrakty na transport astronautów na międzynarodową stację kosmiczną ISS:
- Boeing: Atlas V / CST-100
- SpaceX: Falcon 9 / Dragon 2